# 雨果·巴拉
雨果·巴拉（葡萄牙語：Hugo Barra，1976年10月28日─），汉语人称虎哥，出生於巴西贝洛奥里藏特，是巴西计算机科学家、技术主管和企业家。他目前担任嚴重特殊傳染性肺炎病毒检测公司Detect的创始人及首席执行官；此前他曾担任Facebook虛擬現實業務的副总裁，负责Oculus VR团队和虚拟现实业务。

## 生平
1976年出生在巴西。从2008年到2013年，他在英國伦敦和美國加利福尼亚州的谷歌担任多个产品管理角色，其中包括副总裁，谷歌的Android部门的产品代言人。在2013年9月，巴拉从谷歌辞职来到小米科技公司，他于2013年到2017年在中國小米科技担任全球副总裁。他曾参加LeWeb技术会议，并在LeWeb技术会议谈到了中国的经济留给他的印象以及中国科技代表之一的小米公司。2017年1月23日，他宣布因为健康原因将离开小米科技，未来将会回到美国硅谷。外界分析稱，因北京持續的重度霧霾導致他離開小米科技。同月，他宣布加入Facebook，担任虚拟现实业务的副总裁。2021年5月，雨果·巴拉从Facebook离职。同年12月他在纽约成立嚴重特殊傳染性肺炎病毒检测公司Detect，并担任公司首席执行官。

## 荣誉和奖励
2011年，巴拉是在《连线》（Wired）杂志的连线100名人榜排名第23名。在2013年，《商业内幕》杂志的硅谷100名人榜包括巴拉在第92名。巴西EPOCA杂志100名人榜最有影响力的巴西人排名巴拉是其中之一，评于2011年和2013年。